# Distrikt Chanchamayo
Der Distrikt Chanchamayo (span. Distrito de Chanchamayo) ist einer von sechs Distrikten der Provinz Chanchamayo in der Verwaltungsregion Junín in Zentral-Peru. Verwaltungssitz ist die Stadt La Merced.

## Geographische Lage
Der Distrikt liegt in der peruanischen Zentralkordillere. Er trägt seinen Namen nach einem der Hauptflüsse der Provinz, dem Río Chanchamayo, dessen Quellflüsse in der Anden-Sierra liegen und der nordwärts in Richtung auf die Amazonas-Tiefländer fließt und sich im Norden des Distrikts mit dem Río Paucartambo zum Río Perené vereinigt.

## Bevölkerung
Der Distrikt hat eine Bevölkerung von 27.790 Einwohnern (Stand 2017) auf einer Fläche von 739 km², dies entspricht einer Bevölkerungsdichte von 37,58 Einwohnern/km².
Die Altersgliederung der Bevölkerung des Distrikts ist nahezu identisch mit der Altersgliederung der Provinz Chanchamayo, wo ebenfalls 45 % der Bevölkerung jünger als 20 Jahre alt ist.
Die folgenden Zahlen stammen aus dem Jahr 2003:
| Alter       | Einwohner |
| ----------- | --------- |
| Gesamt      | 29.165 E. |
| 0–4 Jahre   | 11,4 %    |
| 5–9 Jahre   | 11,3 %    |
| 10–14 Jahre | 11,4 %    |
| 15–19 Jahre | 11,0 %    |

| Alter       | Einwohner |
| ----------- | --------- |
| 20–24 Jahre | 9,7 %     |
| 25–29 Jahre | 8,4 %     |
| 30–34 Jahre | 7,2 %     |
| 35–39 Jahre | 6,2 %     |
| 40–44 Jahre | 5,4 %     |

| Alter       | Einwohner |
| ----------- | --------- |
| 45–49 Jahre | 4,5 %     |
| 50–54 Jahre | 3,6 %     |
| 55–59 Jahre | 2,9 %     |
| 60–64 Jahre | 2,3 %     |
| 65+ Jahre   | 4,8 %     |